# Erzbistum Tamale
Das Erzbistum Tamale (lateinisch Archidioecesis Tamalensis) ist eine in Ghana gelegene römisch-katholische Diözese mit Sitz in Tamale.
Mutterkirche des Erzbistums ist die Kathedrale von Our Lady Of Annunciation in Tamale.

## Geschichte
Vorläufer des heutigen Erzbistums war die Apostolische Präfektur Navrongo, die am 11. Januar 1926 durch Papst Pius XI. mit Gebietsabtretungen aus dem Apostolischen Vikariat Ouagadougou errichtet wurde; erster Präfekt war Oscar Morin MAfr. 1934 wurde die Präfektur zum Vikariat erhoben. Durch Papst Pius XII. erfolgte 1950 die Erhebung zum Bistum Tamale; erster Bischof war der Apostolische Bischofsvikar Gérard Bertrand MAfr. Papst Paul VI. erhob 1977 die Diözese zu einem Erzbistum; erster Erzbischof war Peter Poreku Dery.
Es wurden die Suffraganbistümer Navrongo-Bolgatanga (1956), Wa (1959), Damongo (1995) und Yendi (1999) errichtet.

## Ordinarien

### Apostolischer Präfekt
- Oscar Morin MAfr, 1927 bis 1934

### Apostolische Vikare
- Oscar Morin MAfr, 1934 bis 1947
- Gérard Bertrand MAfr, 1948 bis 1950

### Bischöfe
- Gérard Bertrand MAfr, 1950 bis 1957
- Gabriel Champagne MAfr, 1957 bis 1972
- Peter Poreku Dery, 1974 bis 1977

### Erzbischöfe
- Peter Poreku Dery, 1977 bis 1994, Kardinal ab 2006
- Gregory Ebolawola Kpiebaya, 1994 bis 2009
- Philip Naameh, seit 2010